# 中國大陸人搶購香港奶粉風波
中國大陸人搶購香港奶粉風波，是香港境內水貨客問題的一部分，事件醞釀於2010年。
2010年代初，香港市場上的嬰兒奶粉因為被中國大陸人搶購而導致短缺的事件，於2013年初白熱化。亦有公司從事有規模的奶粉走私生意，被律政司控告。

## 背景
自2010年開始，大批來自中國大陸的自由行遊客及水貨客來到香港搶購奶粉，當時已經引來香港社會不滿，於2011年初要求香港特區政府開徵奶粉離境稅，惟政府一直未有採取任何行動。
2013年1月，有媽媽網站文章稱，由於有水貨客在粉嶺、旺角及將軍澳等聘請人士排隊以搶購奶粉，及偷運水貨回到中國大陸炒賣。此傳聞令到不少香港家長緊張，加入搶購熱潮。一時令到香港奶粉市場缺貨越緊張。此事引致有網民仇視一簽多行到訪香港從事水客活動的中國大陸人，組織上街示威，圍堵及指責疑似水客的中國大陸人。
2013年2月1日，特區政府公布推行10項措施，以解決問題。

## 原因

### 三聚氰胺毒奶粉事件
2008年，三鹿集團奶粉被揭發含有化工原料三聚氰胺，並且在中國大陸造成29.6萬名兒童患病。截至2010年12月31日，中國國務院食品安全委員會辦公室通報稱在全國各地仍然發現涉案問題奶粉超過2000噸。
這件事不但令社會及國際輿論大為震驚，同時也摧毀了中國消費者對國產奶粉的信任。對食品安全的擔憂，使越來越多的中國父母選擇進口奶粉。2010年大陸進口的全脂奶粉約為34萬噸，比往年增長了一倍。也使中國成爲全球最大的嬰兒奶粉進口市場。而直至2013年，中國大陸奶粉進口量是消耗量的25%，遠遠不及進口奶粉的需求量。
緊靠的香港，由於奶粉質量高及安全可靠，使中國家長們蜂擁而至搶購併囤積，致使香港奶粉告急。

### 水客螞蟻搬家疑似跨境逃稅集團活動
越來越多的中國父母開始選用進口嬰兒奶粉，進而催生了一些牟利的水貨客前往香港尋找外國品牌的奶粉。他們相對以高價讓香港店鋪售出全部的奶粉貨源，之後以更高價格在中國大陸轉售。之後，這些人在中國大陸轉售，售出價格通常大大高於進價。外加當時人民幣相對港幣匯率走強，因此這些商人就可以輕鬆從中牟取利潤。
此外，境外產地之同品牌的奶粉在中國大陸因入口稅及銷售稅與香港販售有明顯的價差，導致水貨客有暴利可圖。
但是香港的父母們，則對於無法購買奶粉及被水貨客推高價格而感到不滿。

## 事件发展
- 光復上水站事件。
- 梁振英政府發表港人港奶政策。
- 時任保安局局長黎棟國強調打擊，以「不定時及不定檢」方式執法。
- 生產商承諾會增加香港市場奶粉供應。
- 有立法會議員要求取消一簽多行。
- 2013年2月21日《明報》報導，造成香港「奶粉荒」嚴重，除了有人在粵港以「螞蟻搬家」形式私運「港版奶粉」入內地外，更出現有走私集團經由越南，以貨櫃大量走私港版外國奶粉到廣西，再散貨至全國各地。據業內估計，以本港每年4萬嬰兒出生，36個月以下大嬰兒的奶粉需求量計算，港嬰每年需求約980萬公斤奶粉（逾1080萬罐），但本港每年出售的奶粉卻為3800萬公斤（4200萬罐）；換言之，每年有超過3000多萬罐港版奶粉去向未明，部分大有可能由香港轉口去外地。該等數量需要3300多個標準貨櫃，平均每日要由香港運出大約10個標準貨櫃（9萬罐），故此極有可能經由水路大量走私出境至越南，然後利用「中國—東盟自由貿易區」協定衍生的漏洞，把港版奶粉假扮成免稅品直接運入內地，或者索性偷運入內地。[6]

## 香港特區政府措施

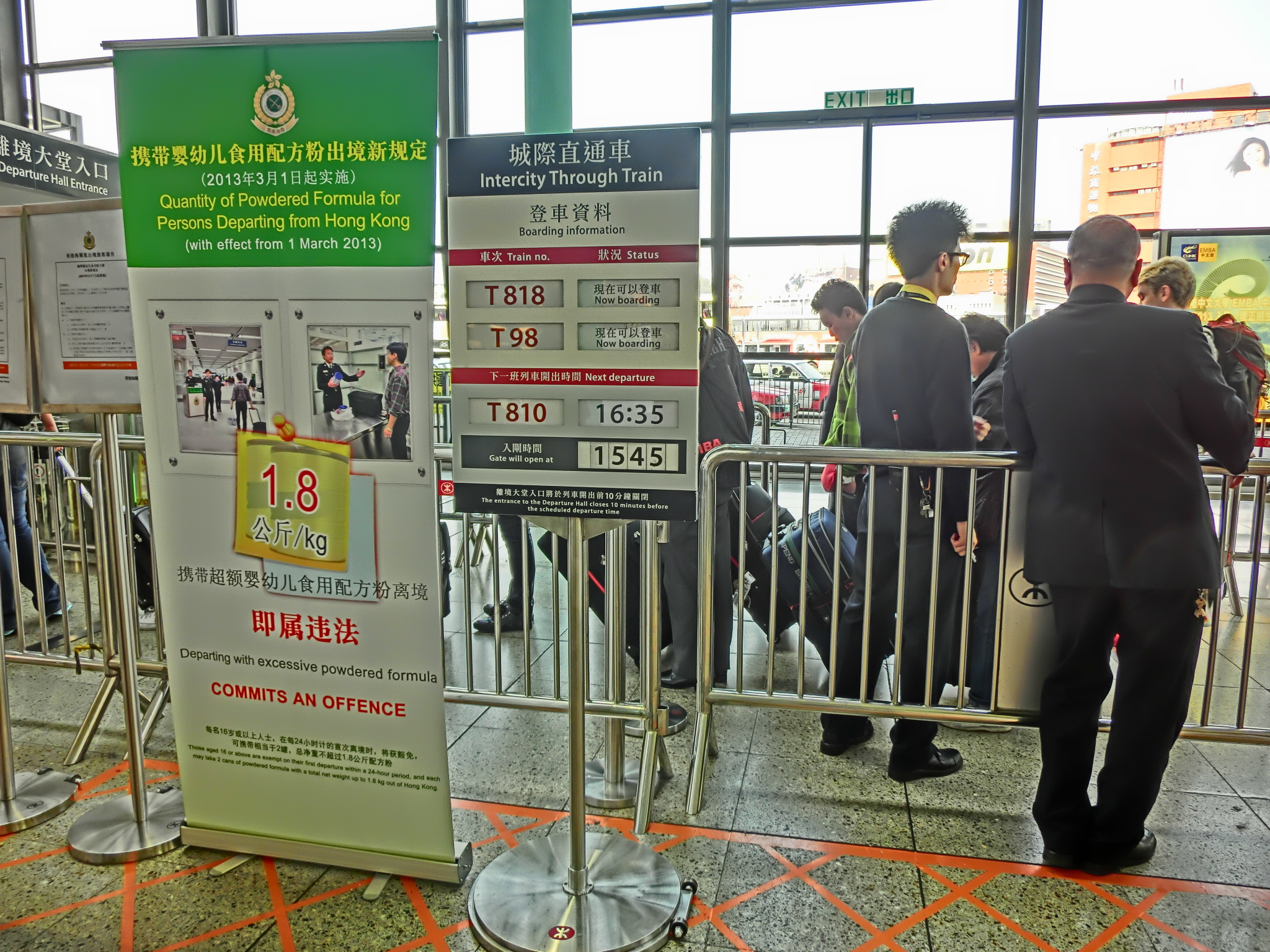
2013年3月起，香港限制奶粉出境

2013年2月1日，運輸及房屋局、保安局與食物及衞生局等部門舉行聯合記者會公佈解決香港家長購買奶粉困難的措施。
1. 加強監察於口岸的水貨活動，香港海關若然發現有水貨客運送奶粉過關，將會即時通報深圳海關，然後執法。
2. 深圳海關即日起實施包括奶粉等日用品監控，如果有懷疑，將會百分百檢查行李。
3. 深港海關聯合調查貨源、水貨客運送及中國大陸分銷等資料，多方面打擊水貨供應鏈。
4. 設立旅客入境監控系統，入境事務處制訂懷疑水貨客名單，有需要時可以拒絕訪問入境，及將其即時遣返中國大陸。深圳海關落實海關行郵業務信息化管理系統，記錄旅客當日及短期的入境次數。
5. 設立24小時特別熱線，為監護3歲以下嬰兒的香港家長轉介訂購7個：包括美贊臣及美素佳兒等奶粉商的產品，於同月3日或者以前的定單，保證於農曆新年前送貨。
6. 修訂《進出口（一般）規例》（第60章，附屬法例A），除了持有許可證者，禁止輸出奶粉。16歲或者以上人士，24小時內不可以攜帶多於1.8公斤的奶粉出境，即兩罐奶粉；於同年3月1日起生效[7]。
7. 收緊東鐵線乘客的行李重量限制，由32公斤大幅度下降至23公斤，試行3個月。
8. 繼上水站、粉嶺站、羅湖站及落馬洲站，大埔墟站及火炭站於同月4日起，加設行李重量地磅。
9. 港鐵附例特檢隊增聘人員至59名，同時加強與香港警務處合作。
10. 港鐵加強車廂巡查[8]。

### 影響
經濟學者關焯照認為，限制奶粉出境量會使奶粉價格長遠回復正常，而中國大陸人被迫在中國大陸買價格較貴的奶粉，新措施反令奶粉供應商得益，零售商受損。
食物及衞生局局長高永文期望「限奶令」立法可以改善奶粉供應鏈，確保香港父母能夠有足夠奶粉。期後，他表示自限制配方奶粉出境措施實行以後，香港奶粉短缺情況得以紓緩，暫時沒有供應嚴重短缺情況。「更重要的是，政府設立的特別熱線在限帶措施於3月1日生效後至今，4天內只有逾10個來電是需要訂購配方奶粉」，反映市場需求已經緩和。

## 法院裁決
2015年2月6日，粉嶺裁判法院主任裁判官吴蕙芳在审理走私奶粉案件时表示，“自己国家出产的奶粉，自己国民都不敢吃，是一种国耻。”这番话在中国社交媒体成为了热门话题。據BBC報導，支持輿論有之，反思的輿論亦不少，例如“国和人民没有耻，有的是无奈”；“富人嫌弃三聚氰胺超标，穷人连三聚氰胺超标的奶都喝不上，贫富差距大，才是国耻。富人喝着进口奶，还想移民，穷人喝不上奶，却肯为国牺牲，更是国耻中的国耻。”